# D'jal
D'Jal de son vrai nom Djalel Biad est un humoriste, acteur  et scénariste français né en 1981 à Charenton-le-Pont  (Val-de-Marne).

## Enfance et premier métier
D'Jal naît en 1981 à Charenton-le-Pont (Val-de-Marne),. Il est d'origine marocaine, et est l'aîné d'une fratrie de 7 enfants,. Durant son enfance, il regarde de nombreux films grâce à une voisine qui lui fournissait des cassettes vidéo et se découvre une passion pour la comédie. Il obtient un baccalauréat  professionnel commerce et services et commence à travailler comme aide médico-psychologique dans un centre d'aide pour personnes atteintes de myopathie, où il se sert de son humour pour égayer le quotidien des patients,.

### Début dans l'humour et le cinéma
Alors qu'il travaille dans le centre d'aide pour personnes atteintes de myopathie, D'Jal noue une véritable amitié avec Lassana, l'un des patients, qui croit en son talent,. Lorsque ce dernier décède, D'Jal se rend compte que la vie est trop courte et décide de lui rendre hommage. Il découvre que l'École de cinéma Louis Lumière se situe en face du centre où il travaille. Il s'y rend et réalise avec des étudiants son premier court-métrage en une semaine,. En parallèle de cela, il convainc  le maire de sa commune de le laisser jouer dans le théâtre municipal et y joue son premier one-man show devant sa famille et ses amis,. Il se produit ensuite dans diverses scènes ouvertes en Europe mais aussi en Amérique du Nord, à l'occasion Festival Juste Pour Rire de Québec, et acquiert une notoriété notamment à travers à son personnage du « Portugais »,. D'Jal a en effet une facilité pour imiter les accents (facilité qui a été selon lui développée par la diversité culturelle du milieu dans lequel il a grandi,). Il se fait ensuite repérer par Jamel Debbouze, qui l'invite à participer à son Jamel Comedy Club, où D'Jal se fait connaître du public français. Son premier spectacle JUST D'JAL se joue à guichet fermé et réunit plus de 400 000 spectateurs en quatre ans et il enchaîne depuis les représentations en France mais aussi en Afrique (Tunisie, Algérie, Libye, Sénégal, Côte d'Ivoire…),.
En parallèle de sa carrière d'humoriste, D'Jal réalise avec Frank Cimière son premier long-métrage intitulé Opération Portugal. Le film sort en 2021 et fait plus de 450 000 entrées. D'Jal annonce alors que la suite, Opération Portugal 2 : La Vie de château sortira  en 2024.